# 샹중파
샹중파(중국어 정체자: 向忠發, 간체자: 向忠发, 병음: Xiàng Zhōngfǎ, 한자음: 상충발, 1879년~1931년 6월 24일)는 중화민국의 정치인으로 자는 중파(仲發, 중발)이다. 1928년부터 1931년까지 중국공산당 중앙위원회 총서기를 역임했다.

## 생애
1879년 강소성 상해현의 가난한 집안에서 태어났다. 어려서 허베이로 옮겨 갔고 14살(1893년)부터는 한양의 무기공장에서 일했으며 공장이 문을 닫자 장시성의 지주밑에서 농부로 일했다. 몇년후 그는 우한의 상선회사에 들어갔고 얼마 지나지 않아 이등 항해사가, 2년 후에는 1등 항해사가 되었다. 몇년후 그는 다른 상선회사로 옮겨가 그곳에서 노동조합에 가입하면서 노동운동을 시작했다. 1921년 샹중파는 노동조합의 부조합장이 되었고 중국공산당에 가입했다.
중국국민당의 북벌이 시작되고 국민당군이 허베이로 진군하자 샹중파는 이에 호응하여 노동자들을 조직하고 파업을 일으켜 지방 군벌에 반기를 들었다. 이때의 공로로 그는 중국공산당에서 영향력을 행사했으며 점차 중요인물이 되었다.
1926년 제1차 국공합작이 점차 결렬될 위기에 처하자 그는 지식인을 중시하고 노동자 출신을 무시하는 천두슈의 수정주의적 노선에 노골적으로 불만을 표시했다. 이러한 샹의 비타협 노선이 코민테른의 주목을 받았고 코민테른은 그를 이용하여 코민테른의 노선을 중국공산당에 주입하려하였다. 1928년 모스크바에서 열린 중국공산당 제6차 전국대표대회에서 중앙위원회 총서기가 되었다.
당시 이오시프 스탈린은 이미 코민테른을 장악하고 자본주의 사회는 이미 붕괴하고 있으며 사회민주주의자와의 타협도 배제해야 하며 즉각 대봉기를 지도해야한다는 결정을 내렸다. 샹중파는 이러한 코민테른의 노선의 상징적인 존재였으며, 실제적인 지도는 리리싼이 주도 하였다. 그러나 이러한 리리싼의 노선, 즉 도시 봉기가 실패로 끝나고 리리싼은 좌경모험주의로 낙인 찍혔다.
1931년 1월 열린 공산당 총대회에서 리리싼은 불신임당했고 샹중파도 심한 자기비판 끝에 총서기 직에서 물러나야 했다. 공산당의 실질적인 주도권은 코민테른의 파견요원인 파벨 미프의 지휘아래 왕밍 등 돌아온 소련유학생들에게 돌아갔고 샹중파는 실각했다. 그해 6월 당시 리리싼의 지지자이자 공산당의 비밀경호원 대장이던 구순장(顧順章, 고순장)이 샹중파의 소재지를 국민당 경찰에 밀고했다. 샹중파는 국민당 경찰에 체포되어 1931년 6월 24일 상하이시에서 처형당했다.